# Super Bowl XLIII
El Super Bowl XLIII fue la 43.ª edición del campeonato de la National Football League de Estados Unidos. El partido, que fue disputado entre los Pittsburgh Steelers y los Arizona Cardinals, campeones de la AFC y de la NFC respectivamente, tuvo lugar en la ciudad de Tampa (Florida) en el Raymond James Stadium el 1 de febrero de 2009. Los ganadores fueron los Pittsburgh Steelers con un marcador de 27 a 23. El jugador más valioso fue Santonio Holmes, receptor de los Pittsburgh Steelers, quien atrapó 9 pases para 131 yardas y un touchdown, incluyendo 4 recepciones para 71 yardas y el touchdown de la victoria en la última serie ofensiva del juego para los Steelers.
Con esta victoria, los Pittsburgh Steelers consiguieron su sexto Super Bowl, con lo que se convierten en el equipo que más veces lo ha ganado. Hasta 2009, tanto los Steelers como los Dallas Cowboys y los San Francisco 49ers lo habían conseguido en cinco ocasiones.

## Trasfondo

### Selección de la sede
Tampa fue seleccionada como organizadora del evento el 25 de mayo de 2005 por delante de los otros tres finalistas: Atlanta, Houston y Miami. Fue la cuarta vez que se disputaba una Super Bowl en esta ciudad, y la segunda que se jugaba en este mismo estadio, el Raymond James Stadium, en el que los Tampa Bay Buccaneers juegan como locales sus partidos de la NFL. 

### Equipos

#### Arizona Cardinals

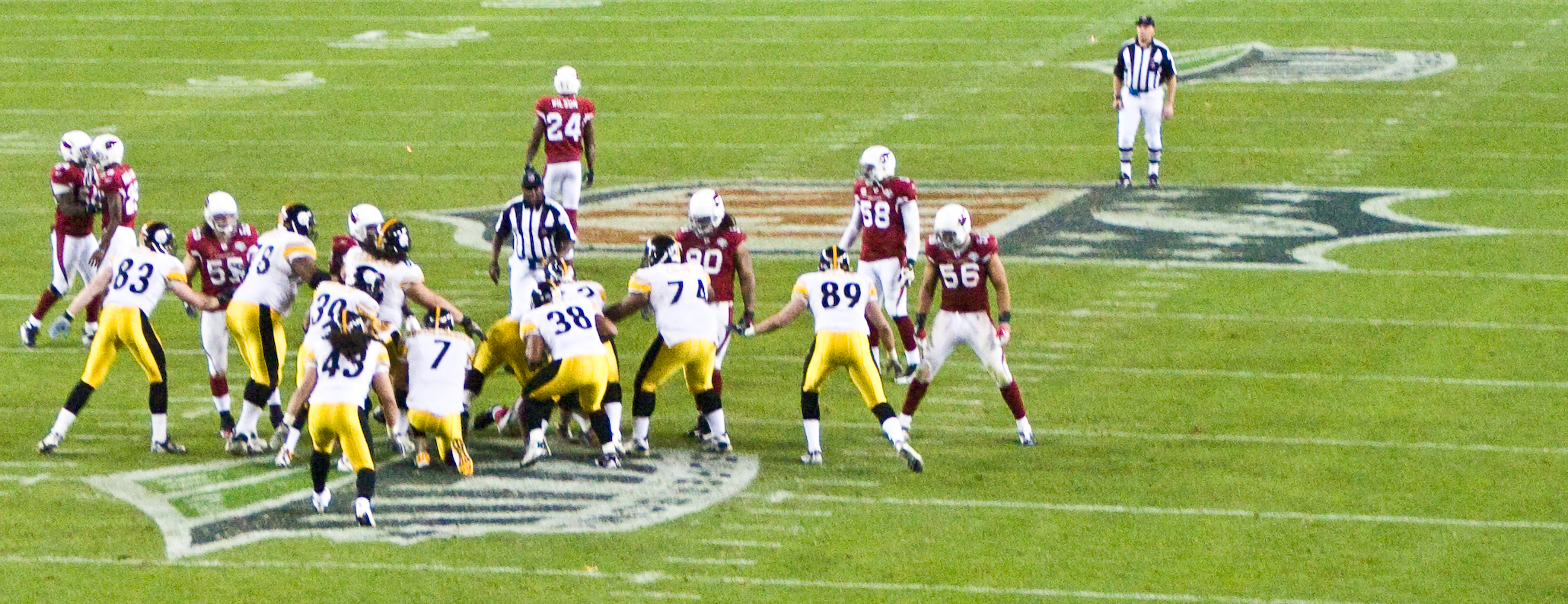
Jugada final del Super Bowl XLIII.

Por primera ocasión en la historia de la franquicia, los Arizona Cardinals llegaron a un Super Bowl. Este equipo tiene la segunda sequía de campeonato más larga en los deportes de los Estados Unidos (61 años, su último campeonato de la NFL fue en 1947, entonces eran conocidos como los Chicago Cardinals; y son solo superados por los Chicago Cubs de las Grandes Ligas de Béisbol, quienes ganaron su última Serie Mundial en 1908).  El entrenador en jefe es Ken Whisenhunt, y son liderados a la ofensiva por Kurt Warner, quien ya ganó un Super Bowl con los St. Louis Rams (XXXIV), por el running back Edgerrin James y el wide receiver Larry Fitzgerald; y en la defensiva por uno de los mejores novatos de 2008, Dominique Rodgers-Cromartie. En su camino hacia la Super Bowl, en temporada regular terminaron como campeones de la NFC Oeste con marca de 9-7. Ya en "Playoffs" vencieron en casa a los Atlanta Falcons por 30-24 en la Wild Card, como visitantes a los Carolina Panthers por 33-13 en el partido divisional, y de nuevo como locales a los Philadelphia Eagles por 32-25 para conseguir el Campeonato de la NFC y que le otorgaba plaza para disputar la Super Bowl.

#### Pittsburgh Steelers
Los Pittsburgh Steelers regresaban a una final después de su exitosa actuación de 2005, en la que conquistaron la Super Bowl XL ante los Seattle Seahawks. Si bien Ben Roethlisberger consiguió el anillo de campeón en su segunda temporada como profesional, la final le dejó un mal sabor de boca pues tuvo una de sus peores actuaciones en toda su carrera, completando 9 pases de 21 lanzados para 123 yardas y 2 intercepciones, con un índice de audiencia de pase de 22.6, el peor conseguido por un quarterback del equipo ganador de la Super Bowl en toda la historia. No obstante, con su victoria, Big Ben se convirtió en el quarterback más joven en ganar la Super Bowl (récord previamente en manos de Tom Brady) al conseguirlo con tan sólo 23 años. Este hecho supuso una motivación especial para el quarterback de los Steelers, pues llevó finalmente a la victoria de la Super Bowl XLIII a su equipo en una de los momentos finales más emotivos en la historia del trofeo, con un drive de 88 yardas en los últimos 2 minutos de encuentro que supuso el pase final de touchdown al MVP Santonio Holmes.
Para llegar a la Super Bowl, los Steelers ganaron la AFC Norte con un balance de 12–4; prosiguieron su andadura en "Playoffs", venciendo en el partido divisional a los San Diego Chargers por marcador de 35-24, para ganar el Campeonato de la AFC a los Baltimore Ravens, por marcador de 23–14, ambos jugados en el Heinz Field.
El entrenador de los Steelers, Mike Tomlin se convirtió en el tercer entrenador en jefe afroamericano en llegar al Super Bowl, uniéndose a Lovie Smith y Tony Dungy quienes se enfrentaron en el Super Bowl XLI. Además, con la victoria de los Steelers, consiguió ser el entrenador más joven (36 años) en ganar una Super Bowl.

#### Campeonatos de Conferencia
| Partido por el Campeonato de la AFC |   |   |   |   |    |
| Equipos                             | 1 | 2 | 3 | 4 | T  |
| Baltimore Ravens                    | 0 | 7 | 0 | 7 | 14 |
| Pittsburgh Steelers                 | 6 | 7 | 3 | 7 | 23 |

| Partido por el Campeonato de la NFC |   |    |    |   |    |
| Equipos                             | 1 | 2  | 3  | 4 | T  |
| Philadelphia Eagles                 | 3 | 3  | 13 | 6 | 25 |
| Arizona Cardinals                   | 7 | 17 | 0  | 8 | 32 |

## Ceremonias y entretenimiento

### Previa

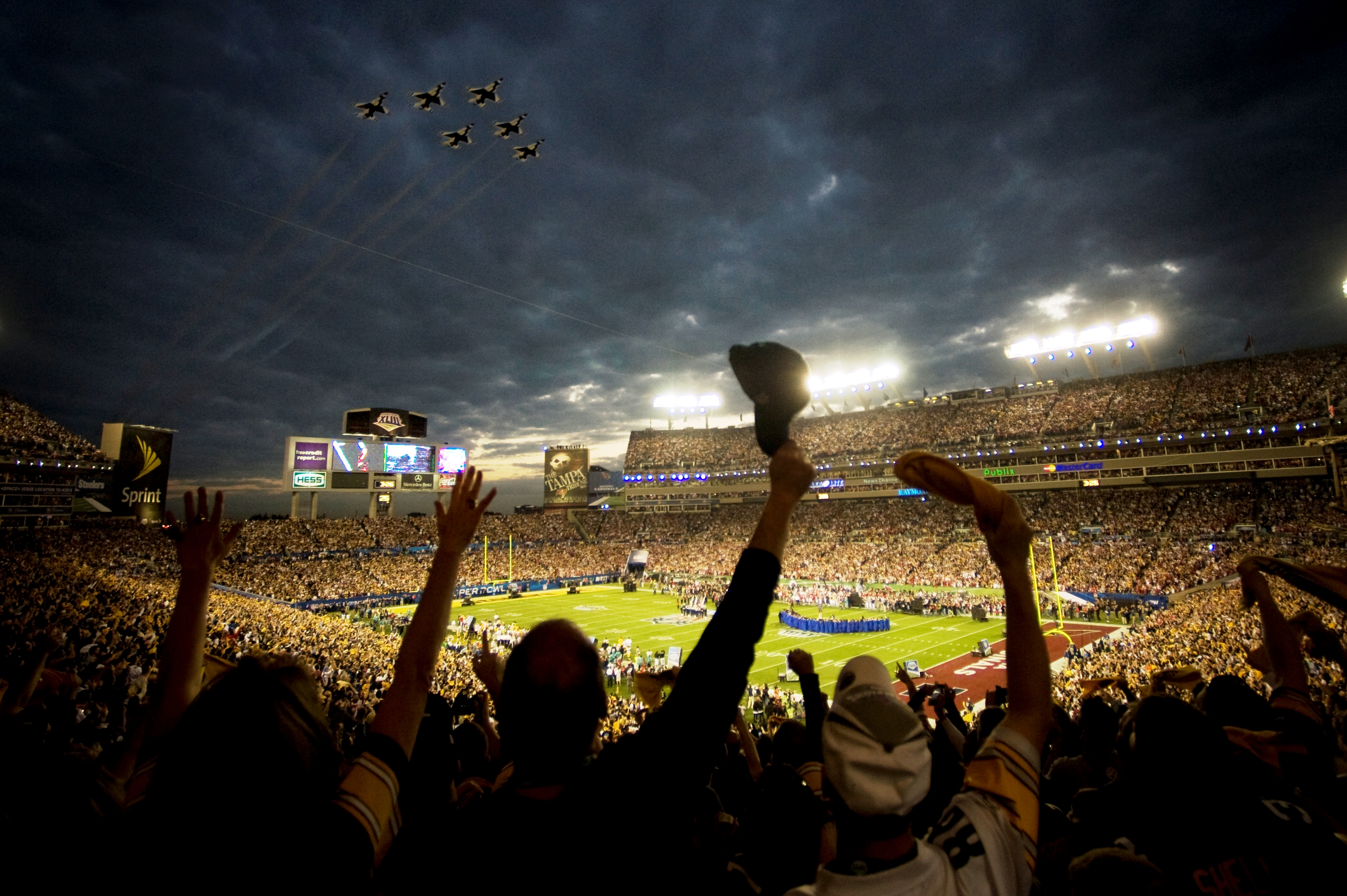
Fanáticos saludando mientras los USAF Thunderbirds sobrevuelan el estadio durante la ceremonia previa al juego

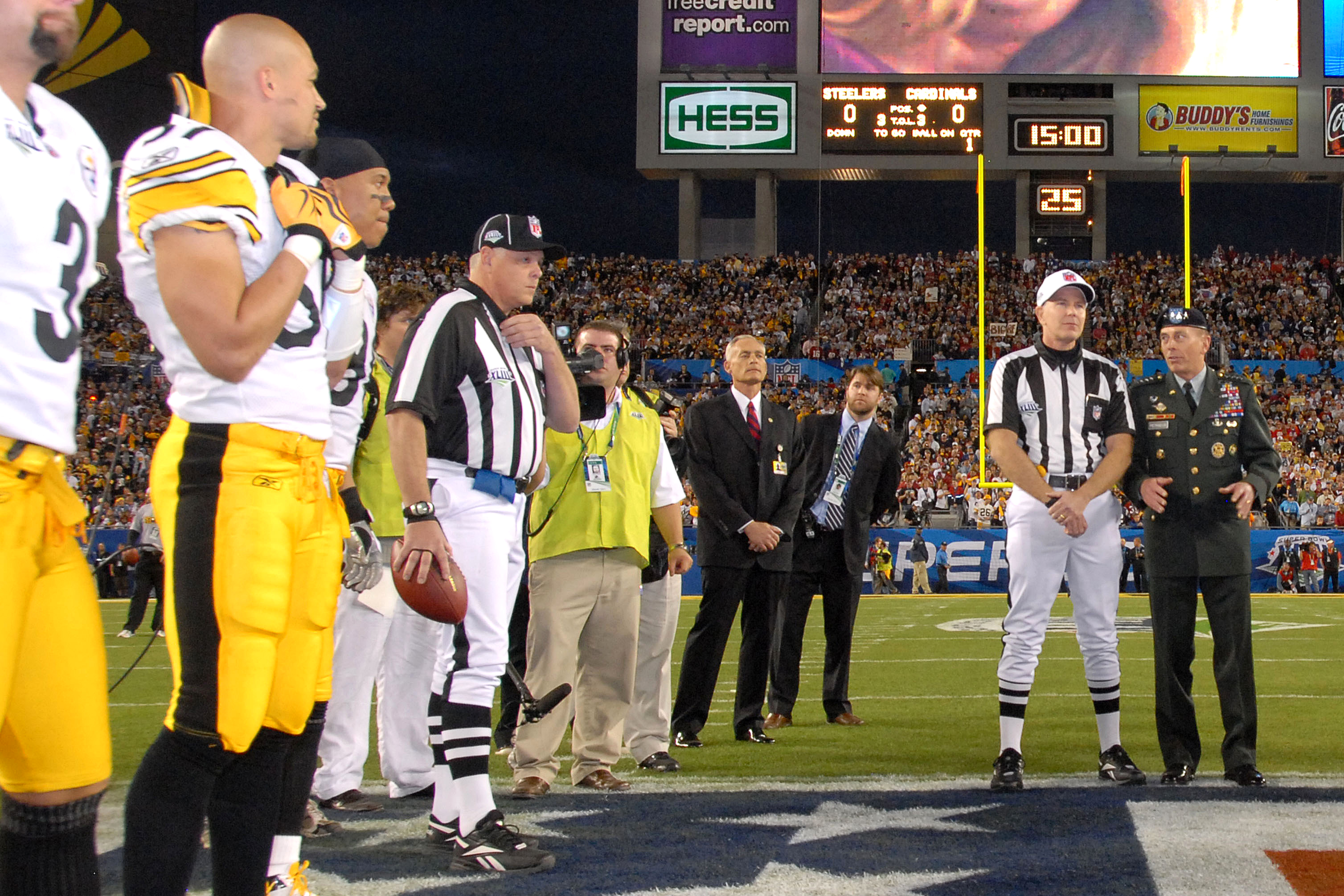
El Gen. David Petraeus habla con el réferi principal del Super Bowl XLIII, Terry McAulay previo al volado

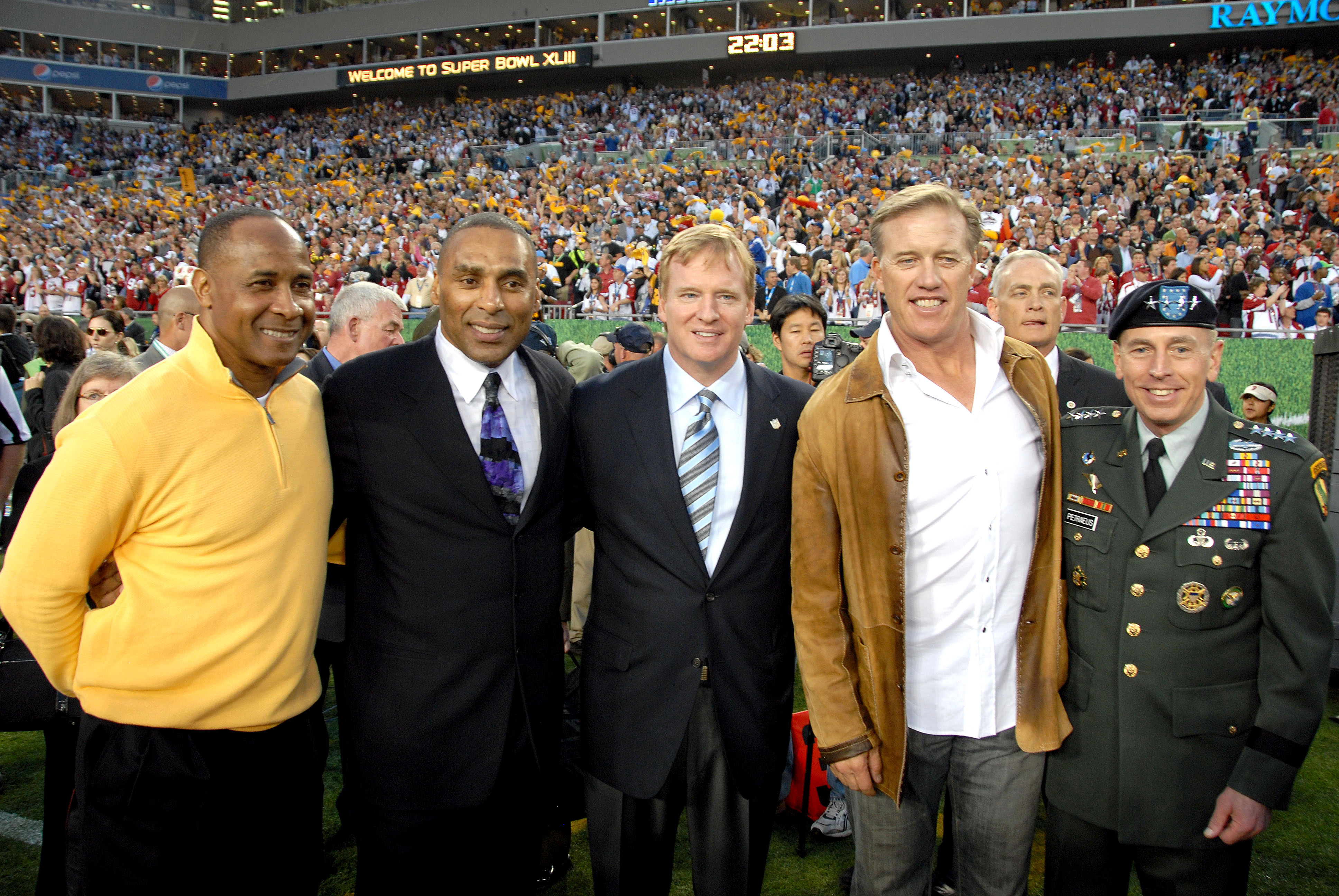
Lynn Swann, Roger Craig, el comisionado de la NFL Roger Goodell, John Elway, y el General David Petraeus

Journey y los Bethune-Cookman Wildcats actuaron en el espectáculo previo al partido, mientras Jennifer Hudson cantó "The Star-Spangled Banner" (concertado por Chris Walden) desde su primera aparición pública desde el asesinato de su sobrino, hermano y madre. Hudson se convirtió en la segunda alumna consecutiva de la serie de televisión American Idol en entonar el himno nacional en un Super Bowl (Jordin Sparks cantó el himno en el Super Bowl XLII, el anterior). El himno fue traducido en American Sign Language por Kristen Santos. Después del himno, los USAF Thunderbirds sobrevolaron el estadio. John Legend interpretó un pequeño concierto algunas horas antes del juego, mientras que Faith Hill entonó "America the Beautiful" antes de la actuación del himno nacional de Hudson. También, los miembros de la tripulación del US Airways Flight 1549 fueron reconocidos en el terreno de juego por sus acciones.
La NFL saludó a cuatro décadas de campeones durante la ceremonia del volado y la presentación del Trofeo Vince Lombardi. El volado tuvo como invitado a Roger Craig (Super Bowl XXIII, 1989), John Elway (Super Bowl XXXIII, 1999), y Lynn Swann (Super Bowl XIII, 1979). Craig sucedió a los participantes del año pasado y su compañero en los San Francisco 49ers Craig Walsh (hijo de son of Bill Walsh), Ronnie Lott, Jerry Rice, y Steve Young. El General David Petraeus hizo el volado actual. Los Steelers escogieron tails, pero al salir heads los Cardinals ganaron el volado. Arizona desistió su elección para la segunda mitad y Pittsburgh escogieron recibir, siendo la primera vez en la historia del Super Bowl que el ganador del volado pateó para empezar el juego. Tras ganar el volado, los Cardinals fueron el duodécimo equipo ganador del volado de la NFC, datando del Super Bowl XXXII atrás. Joe Namath (Super Bowl III, 1969) participó en la presentación del Trofeo Vince Lombardi y previamente participó en el volado del Super Bowl XXVIII. Coincidentemente, Namath—nativo de Beaver Falls, cerca de Pittsburgh—en última instancia entregó el trofeo al equipo de su ciudad natal.

### Espectáculo de medio tiempo

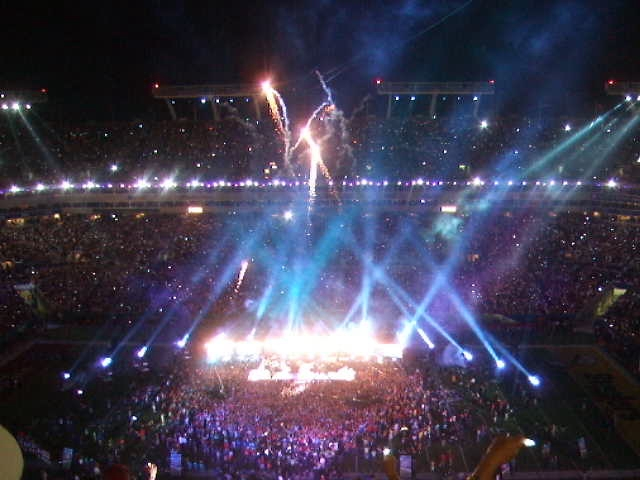
Show de medio tiempo

El show de medio tiempo del Super Bowl XLIII, patrocinado por Bridgestone por segundo año consecutivo, tuvo como invitado a Bruce Springsteen y a la E Street Band, junto a The Miami Horns y un coro de góspel. Su actuación de medio tiempo consistió en estas canciones en el siguiente orden:
- "Tenth Avenue Freeze-Out"
- "Born to Run"
- "Working on a Dream"
- "Glory Days"

Cada uno de los éxitos tuvieron al menos un verso removido, para tener toda la actuación general al límite de 12 minutos. Springsteen rechazó numerosas invitaciones para tocar en el Super Bowl antes de esta, preocupado por su legitimidad, pero finalmente aceptó después de darse cuenta del valor prestigioso.

## Desarrollo del partido

### Primer cuarto
Pittsburgh recibió el kick-off inicial y realizó un drive anotador de 71 yardas, con el mariscal Ben Roethlisberger completando un pase de 38 yardas al receptor abierto Hines Ward y un balazo de 21 yardas a Heath Miller, poniendo el ovoide en la yarda 1 del territorio de Arizona. En tercera oportunidad, Roethlisberger había corrido en un scramble para anotar, pero fue revertido por una repetición que determinó que el mariscal había tocado el campo antes de que la pelota cruzara la línea del end-zone. En vez de intentar anotar un touchdown, Pittsburgh decidió patear un gol de campo de 18 yardas por conducto de Jeff Reed para tener una ventaja de 3-0. Los Steelers después forzaron un despeje de Arizona y después se movió por el campo que se convertiría en más puntos. En la primera jugada de la serie, Roethlisberger completó un pase de 25 yardas a Santonio Holmes.

### Segundo cuarto
Después de tres pases completos a Miller para 26 yardas y otro a Holmes para 7 yardas, el running back reserva Gary Russell entró en la zona de anotación con un acarreo para touchdown para anotar el 10-0 en la segunda jugada del segundo cuarto. Fueron el primer equipo en anotar en sus dos primeras series desde los Denver Broncos en el Super Bowl XXXII. En defensa, Pittsburgh sólo permitió que Arizona hicieran una serie y un first down en el primer periodo, ganando 135 yardas.
Los Cardinals se pusieron en marcha por vez primera a mediados del segundo cuarto cuando un pase completo de 45 yardas de Kurt Warner a Anquan Boldin llegó hasta la yarda 1 de los Steelers. En la jugada siguiente, Warner casi se cae después de recibir el balón, pero retomó el equilibrio y lanzó un pase de touchdown de una yarda al tight end Ben Patrick. Después de algunos despejes, Roethlisberger lanzó un pase que fue desviado en la línea de golpeo e interceptado por el linebacker Karlos Dansby en la yarda 34 de los Steelers con 2:46 restantes en la mitad. Siete jugadas después, los Cardinals avanzaron hasta un first down en la yarda uno de Pittsburgh. Pero con 18 segundos restantes, el pase de Warner que iba destinado a Boldin fue interceptado en la línea de gol por el linebacker James Harrison, quien corrió por el borde para hacer la jugada más larga en la historia del Super Bowl (siendo después superada por el regreso de kickoff de 108 yardas de Jacoby Jones en el Super Bowl XLVII), un regreso de 100 yardas para touchdown, incrementando la ventaja de Pittsburgh a 17-7 al medio tiempo. Harrison amagó con un blitz y se movió sigilosamente a la cobertura para interceptar el pase de Warner. Una revisión de los oficiales determinó que Harrison rompió el plano, siendo tacleado en la línea de gol, y la decisión se mantuvo.

### Tercer cuarto
Tras forzar un despeje, los Steelers empezaron el tercer cuarto con otra serie larga de anotación. Ayudados por tres castigos de foul personal contra Arizona, movieron el balón 79 yardas en 14 jugadas y gastaron 8:39 minutos en el reloj. Sin embargo, no pudieron entrar al end zone, pese a dos first downs dentro de la 10 de los Cardinals (un castigo contra Arizona en un intento de gol de campo de Pittsburgh les dio otra oportunidad), y tuvieron otro gol de campo de Reed para darles una ventaja de 13 puntos, 20-7.

### Cuarto cuarto
Después de algunos pocos despejes, Warner condujo a los Cardinals por el campo en una serie de anotación de ocho jugadas y 87 yardas que consumió 3:57 minutos, utilizando ofensiva sin reunión. Con 7:33 restantes en el juegos, Warner lanzó un fade pass a Larry Fitzgerald, que hizo una atrapada saltando a una coberura fuerte hecha por Ike Taylor para un touchdown, moviendo el marcador a 20-14 en favor de Pittsburgh.
Más tarde, el despeje de Ben Graham de 34 yardas arrinconó a los Steelers en su propia yarda 1. Después de dos jugadas de tercera y 10, Roethlisberger lanzó un pase de 20 yardas a Holmes, pero el center Justin Hartwig fue castigado con un holding en el end zone, que no sólo anuló la atrapada, sino que también le dio un safety a Arizona, moviendo el marcador a 20-16. El entrenador de los Steelers Mike Tomlin más tarde declaró que perder los dos puntos no lo desconcertaron, pues no cambió cómo los Steelers llamaron las jugadas por el resto del juego ya fuera en ofensiva o defensiva. Tomando en su propia yarda 36 la patada libre, a Arizona le tomó dos jugadas anotar, pues Warner lanzó un pase a Fitzgerald en una ruta de poste. Fitzgerald agarró el ovoide sin perder el trote y corrió por el centro del campo atrás de la secundaria de los Steelers para una recepción de 64 yardas para touchdown, dándole a Arizona su primera ventaja en el juego, 23-20.

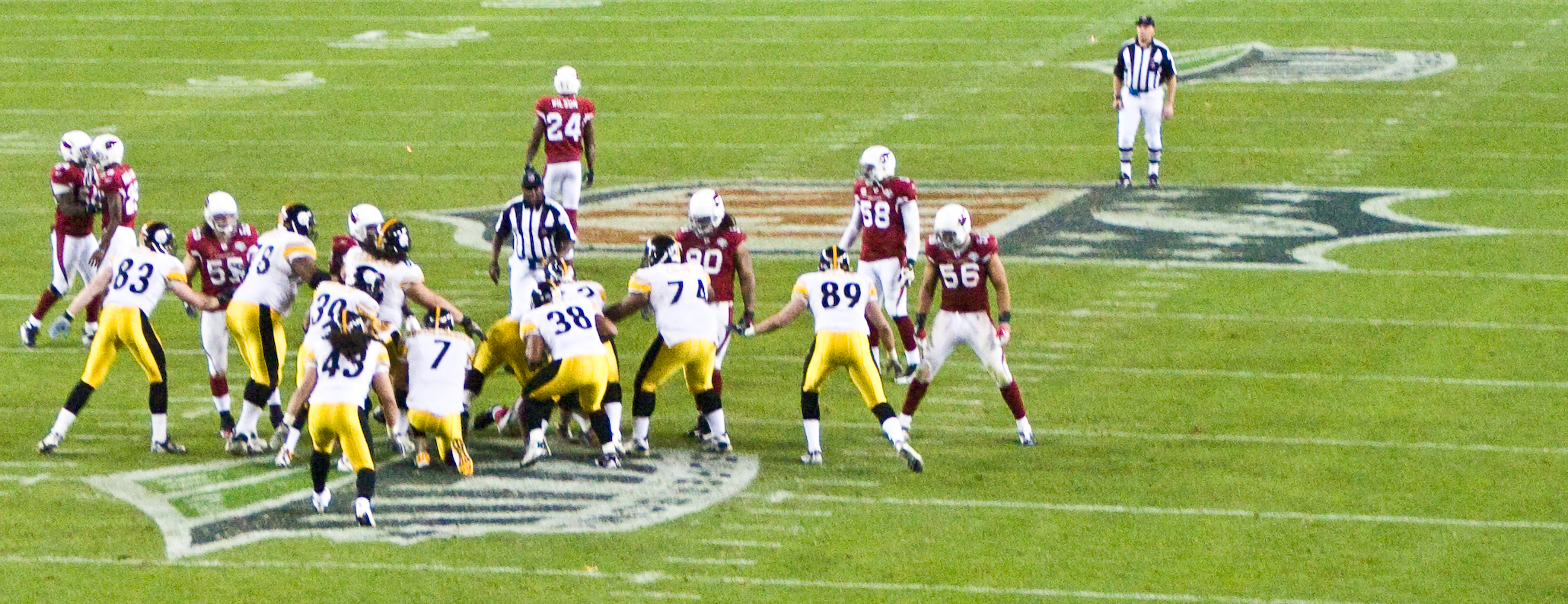
La última jugada del partido

Pittsburgh recuperó el balón en su propia yarda 22 con 2:37 en el juego y dos tiempos fueras restantes. En su primera jugada, un castigo de holding los retrasó diez yardas. Roethlisberger lanzó después un pase a Holmes para 14 yardas. Tras un pase incompleto, Roethlisberger se la lanzó otra vez a Holmes para un primer down. Tras una recepción de 11 yardas de Nate Washington y un acarreo de cuatro yardas de Roethlisberger obligó a Pittsburgh a quemar su primer tiempo fuera. En la siguiente jugada, completó un pase con Holmes que fue de 40 yardas hasta la 6 de los Cardinals después de que el safety Aaron Francisco se cayera. Dos jugadas después, Roethlisberger encontró a Mewelde Moore cubierto en el flat y a Ward marcado. Después de buscar se la lanzó a Holmes, que corrió una ruta de bandera en la esquina derecha. Holmes atrapó el pase en la esquina trasera de la zona de anotación para touchdown, cayendo con las puntas de los pies dentro del terreno antes de caer fuera del mismo. "Mis pies nunca abandonaron el suelo," dijo Holmes. "Todo lo que hice fue extender mis brazos y usar mis dedos de los pies como extensión para atrapar el balón." Tras una revisión de los oficiales, el pase de anotación se mantuvo. El punto extra siguiente de Reed puso al frente a los Steelers 27-23 con 35 segundos restantes. Tras el kickoff posterior, Warner completó un pase de 20 yardas con Fitzgerald y otro de 13 con J. J. Arrington, moviendo el ovoide a la 44 de Pittsburgh. Con 15 segundos en el reloj, Warner intentó lanzar un pase Ave María o Hail Mary, pero el apoyador LaMarr Woodley forzó un fumble mientras capturaba a Warner. El defensive end Brett Keisel recuperó el balón suelto, devolviéndole la posesión a Pittsburgh con sólo cinco segundos. Muchos telespectadores asumieron que la jugada no fue checada para un posible pase incompleto, mas el Jefe de Oficiales de la NFL Mike Pereira posteriormente explicó que la jugada sí que fue revisada sin que el público se diera cuenta: "Confirmamos que fue un fumble. El asistente de repetición en el mostrador vio que claramente era un fumble. El balón se salió de sus manos antes de que fuera hacia delante. El mariscal debe tener control total del ovoide." Fue el primer y único Super Bowl en el que Warner no se involucró decisivamente en la última jugada del partido. El posterior arrodillamiento de Roethlisberger aseguró la sexta victoria de Super Bowl para los Steelers, dejando atrás a los Dallas Cowboys y los San Francisco 49ers para imponer un nuevo récord de NFL para la mayor cantidad de victorias en el Super Bowl de un equipo.
| Cuarto           | Tiempo restante  | Equipo              | Jugada                                                                                     | Duración de la jugada | Steelers | Cardinals |
| ---------------- | ---------------- | ------------------- | ------------------------------------------------------------------------------------------ | --------------------- | -------- | --------- |
| 1                | 9:45             | Pittsburgh Steelers | Field Goal (Jeff Reed, 18 yardas)                                                          | 5:15                  | 3        | 0         |
| 2                | 14:01            | Pittsburgh Steelers | Touchdown (carrera de 1 yarda de Gary Russell); punto extra es bueno                       | 7:12                  | 10       | 0         |
| 2                | 8:31             | Arizona Cardinals   | Touchdown (pase de 1 yarda de Kurt Warner a Ben Patrick); punto extra es bueno             | 5:27                  | 10       | 7         |
| 2                | 0:00             | Pittsburgh Steelers | Touchdown (retorno de intercepción de 100 yardas de James Harrison); punto extra es bueno  | -                     | 17       | 7         |
| Descanso         | Descanso         | Descanso            | Descanso                                                                                   | Descanso              | 17       | 7         |
| 3                | 2:11             | Pittsburgh Steelers | Field Goal (Jeff Reed, 21 yardas)                                                          | 8:39                  | 20       | 7         |
| 4                | 7:33             | Arizona Cardinals   | Touchdown (pase de 1 yarda de Kurt Warner a Larry Fitzgerald); punto extra es bueno        | 3:57                  | 20       | 14        |
| 4                | 2:58             | Arizona Cardinals   | Safety (holding en contra de Justin Hartwig en la endzone)                                 | -                     | 20       | 16        |
| 4                | 2:37             | Arizona Cardinals   | Touchdown (pase de 64 yardas de Kurt Warner a Larry Fitzgerald); punto extra es bueno      | 0:21                  | 20       | 23        |
| 4                | 0:35             | Pittsburgh Steelers | Touchdown (pase de 6 yardas de Ben Roethlisberger a Santonio Holmes); punto extra es bueno | 2:02                  | 27       | 23        |
| Puntuación final | Puntuación final | Puntuación final    | Puntuación final                                                                           | Puntuación final      | 27       | 23        |

## Alineaciones iniciales
| Pittsburgh         | Posición | Posición | Arizona                     |
| ------------------ | -------- | -------- | --------------------------- |
| OFENSIVA           |          |          |                             |
| Max Starks         | LT       | LT       | Mike Gandy                  |
| Chris Kemoeatu     | LG       | LG       | Reggie Wells                |
| Justin Hartwig     | C        | C        | Lyle Sendlein               |
| Darnell Stapleton  | RG       | RG       | Deuce Lutui                 |
| Willie Colon       | RT       | RT       | Levi Brown                  |
| Ben Roethlisberger | QB       | QB       | Kurt Warner                 |
| Willie Parker      | RB       | RB       | Edgerrin James              |
| Hines Ward         | WR       | WR       | Larry Fitzgerald            |
| Santonio Holmes    | WR       | WR       | Anquan Boldin               |
| Heath Miller       | TE       | TE       | Leonard Pope                |
| Carey Davis        | FB       | FB       | Terrelle Smith              |
| DEFENSIVA          |          |          |                             |
| Aaron Smith        | LE       | LE       | Antonio Smith               |
| Casey Hampton      | NT       | LDT      | Bryan Robinson              |
| Brett Keisel       | RE       | RDT      | Darnell Dockett             |
| James Farrior      | ILB      | RE       | Gabe Watson                 |
| LaMarr Woodley     | LOLB     | LOLB     | Chike Okeafor               |
| Larry Foote        | ILB      | ILB      | Gerald Hayes                |
| James Harrison     | ROLB     | ROLB     | Karlos Dansby               |
| Ike Taylor\|       | LCB      | LCB      | Roderick Hood               |
| Bryant McFadden    | RCB      | RCB      | Dominique Rodgers-Cromartie |
| Troy Polamalu      | SS       | SS       | Adrian Wilson               |
| Ryan Clark         | FS       | FS       | Antrel Rolle                |